# 市田ひろみ
市田 ひろみ（いちだ ひろみ、1932年〈昭和7年〉7月10日 - 2022年〈令和4年〉8月1日）は、日本の美容師、服飾評論家、エッセイスト、女優、タレント。新しい歴史教科書をつくる会の理事と、日本会議の4つの関連団体の役員を務めた。

## 来歴・人物
大阪府大阪市大正区出身。京都市立堀川高等学校、京都府立大学女子短期大学部国文科卒。
父の仕事（華中鉱業）の都合で、小学生時代を上海特別市で過ごした。1945年2月戦況の悪化を受けて、母弟と3人で日本へ帰国。母の郷里滋賀県大津市膳所で終戦を迎え、まもなく伯父の世話で京都（西洞院四条）へ移った。父が帰国するまで、と母が自宅で始めた美容院が繁昌し、高校三年生の時に美容師免許を取得。
大学卒業後は技術部長の秘書としてヤンマーディーゼルに就職、秘書業務のほか、自社の耕運機の宣伝カタログでモデルをつとめるなどした。その後、稽古事として習っていた茶道（裏千家）・華道（未生流）の師匠長岡宗美に推薦され、映画会社の大映に所属。当時、大映京都撮影所の所長宅に出入りして夫人に茶道の稽古をつけていた長岡は、所長の酒井箴から弟子の中に女優候補がいないか打診されていた。周囲の反対を押して秘書から女優に転身したものの、いわゆる大部屋の末席扱いで、大した仕事もなく、おもに時代劇の端役などで、どん底の1年余りを過ごした。
退職を考え出した頃、吉村公三郎の監督映画『夜の蝶』で現代劇（東京・多摩川撮影所）に転籍となり、翌1958年（昭和33年）の『手錠』（阿部毅監督）で実質的なデビューを果たした。新聞の映画評で「和製ソフィア・ローレン」、「久々のヴァンプ女優」などと取り上げられ、これ以降映画ではおもに悪女役を演じた。3年目に演技力の限界を感じ、2年の契約を残して京都へ帰ったが、五社協定に縛られていたため、1963年（昭和38年）まで京都と東京の間を往復しながら契約本数を消化した。
当時市田の母は京都ホテル内に2店舗目の美容室を開業して、おもに婚礼衣装の着付けを手がけていたほか、京都の染織メーカー、問屋、呉服屋などの広告、ポスター、カレンダーでモデルや女優にきものを着付ける仕事（今で言うスタイリスト）などもしていた。女優生活を終え、母の仕事を手伝っていた昭和38、9年ごろ、室町の呉服問屋から声を掛けられ、デパートの呉服売り場で着付けを実演する「きもの教室」の講師を手探りで始めた。女性の新しい仕事として新聞・雑誌がこれを紹介するなか、全国の百貨店を周って実演するうちに、名前が売れ、人が集まるようになった。1967年（昭和42年）全国ネットの生番組『ハイ!土曜日です』（関西テレビ）で「市田ひろみ　きものコーナー」を担当。その後はNHK教育の番組「婦人百科」（のち「おしゃれ工房」）にも出演し、以後30年にわたり着物の回を担当した。メディア出演の一方で講演などの依頼が増え、専門的な知識の必要を感じたため、文様・染織・生地のほか服飾史や通過儀礼などの勉強を独学で始め、その後の自身の得意分野とした。
1968年、京都西陣の織屋から民族衣装など外来の文様を取り入れた着物や帯をデザインしてほしいとの依頼を受け、衣装を収集するためヨーロッパ11か国を旅行したことをきっかけに、世界の民族衣装を収集するようになった。
1993年にサントリーの緑茶飲料「京番茶」のCMに出演。CMで演じた「京女」役のコミカルなキャラクターが注目された。
2001年11月には、平成13年度「現代の名工」に選ばれた。
2022年8月1日午後5時50分、急性呼吸不全のため、京都市上京区の病院で死去した。90歳没。生涯独身だった。市田ひろみ美容室は、ひろみ没後も姪が社長となり引き続き営業している。
新しい歴史教科書をつくる会理事を務めた。親学の普及に関わり、選択的夫婦別姓や男女共同参画などに反対した。
日本会議の4つの関連団体の役員を務めた。すなわち、日本女性の会代表委員、「21世紀の日本と憲法」有識者懇談会（民間憲法臨調）代表委員、美しい日本の憲法をつくる国民の会代表発起人、明治の日推進協議会代表委員などである。

## 出演

### 映画
- 母白雪（1956年12月） - ひとみ 役
- 鼠小僧忍び込み控 子の刻参上（1957年1月） - 腰元弥生 役
- 曙荘の殺人（1957年4月） - 文子の友人B 役
- 夜の蝶（1957年7月） - かずえ 役[40]
- 手錠（1958年2月） - 美千絵 役[41]
- 愛河 （1958年4月） - 女給（サントリーバー） 役
- 赤線の灯は消えず（1958年7月） - かつ（赤線出の女） 役
- 俺たちは狂っていない（1958年7月） - マダム 役
- 不敵な男（1958年9月） - 満子 役
- 夜の素顔（1958年10月） - パン助 役
- 消された刑事（1958年10月） - 林の情婦 役
- 親不孝通り（1958年12月） - 女子大生A 役
- 最高殊勲夫人（1959年2月） - 舟橋邦子（三原商事社員） 役
- 初夜なき結婚（1959年2月） - パンパン 役
- たそがれの東京タワー（1959年2月） - 春江 役
- 一刀斎は背番号６（1959年5月） - 山田 役
- 実は熟したり（1959年9月） - 「ドモンジョ」のマダム 役
- 殺されたスチュワーデス　白か黒か（1959年10月） - 第一ホテルの女中芳ちゃん 役
- 総会屋錦城　勝負師とその娘（1959年11月） - 若い女 役
- 旅情（1959年12月） - 生花店係員 役
- セクシー・サイン　好き好き好き（1960年1月） - ハリケンお辰 役
- 女経　第三話「恋を忘れていた女」（1960年1月） - みどり 役
- 犯罪６号地（1960年6月） - あけみ 役
- 三人の顔役（1960年7月） - 妻栄子 役
- 熱い砂（1960年7月） - 千代 役
- 黒い樹海（1960年12月） - 美沙 役[42]
- 婚期（1961年1月） - そよ子 役[43]
- 女は夜化粧する（1961年1月） - ホステスA 役[44]
- みだれ髪（1961年3月） - 富子 役
- 誰よりも誰よりも君を愛す（1961年4月） - 女給キリ子 役
- 女のつり橋（1961年4月） - 澄江 役
- 女の勲章（1961年6月） - モデル 役[45]
- 女房学校（1961年9月） - 女給よし子 役
- 性生活の知恵 第二部（1961年9月） - 吉川文子 役[46]
- お琴と佐助（1961年10月） - 芸妓一 役
- 釈迦（1961年11月）[47] - ナジヤ 役
- 誘拐（1962年2月） - 時田英子 役
- 爛（1962年3月） - みどり 役
- 男と女の世の中（1962年9月） - 達子 役
- 温泉あんま（1963年5月） - 万竜 役
- 黒の死球（1963年6月） - 銀座バーのマダム 役
- 温泉女中（1963年7月） - 女あんま 役
- 女が愛して憎むとき（1963年8月） - 悠子 役
- 彼女と彼（1963年10月） - 看護婦 役
- 暗黒街NO.1（1963年12月） - カオル 役
- 幻の光（1995年12月） - 初子 役[48]
- 二人日和（2004年11月） - 千恵の友人 役

### テレビドラマ
- 七人の刑事（TBS）
- 湯けむり仲居純情日記5（TBS） - 千代 役
- 父さんは森に隠れる（NHK） - 沢井ハル 役
- 京都マル秘仕事人（テレビ朝日） - 菊田桃子 役
- 「弁護士・高林鮎子27・京都保津峡の逆流の殺意」（2000年8月29日、日本テレビ・東映） - 喫茶店ママ 役
- あすか（NHK） - 玉木佐和子 役
- 京都迷宮案内、新・京都迷宮案内（テレビ朝日） - 良成貞子 役
- 京都の女庭師風水探偵さくら子（テレビ朝日） - 山田昭子 役
- 狩矢警部シリーズ（TBS） - 友美 役

### テレビCM
- 公共広告機構（現：ACジャパン）
- 大阪西川（現：西川リビング→西川）「ダンクリニック」
- ローソン「おにぎり屋」（2005年）
- メモリアルアートの大野屋（公園墓地）
- サントリー 緑茶・京番茶（1993年 - 1994年）
- サントリー のほほん茶（1999年）
- 西川リビング（現：西川）「アイスミスト」（2015年）

### その他テレビ番組
- サントリーTVショッピング あなたにいきいきエイジング!（サントリー）
- ザ・ワイド

## 書籍

### 著作
- 市田ひろみのはじめての着つけ：ひとりでできる!：ふだん着物の着つけと帯結びがキリッとキレイに（日東書院本社　2010年）
- しきたり以前の冠婚葬祭の常識（講談社〈講談社の実用book〉　2008年11月）
- 市田ひろみのひとりで結べるふだん着物の帯結び12種（パッチワーク通信社　2007年10月）
- 世界の民族衣装伝統文様集：市田ひろみコレクション（グラフィック社　2007年4月）
- 市田ひろみのやさしい着まわし術（辰巳出版　2007年）
- 京都流言いたいことが言える本（講談社〈講談社+α文庫〉　2006年10月）
- 羽裏：日本の粋と伊達：岡重コレクション（藤井健三共著　アシェット婦人画報社　2006年6月）
- 市田ひろみのはじめての着つけ （辰巳出版　2005年6月）
- ひとりでできる!着つけと帯結び：ゆかたから小紋まで：市田ひろみのDVD着つけ個人レッスン（講談社〈実用シリーズ 講談社DVD book〉　2005年6月）
- 泣いたら負けや：上海、京都、世界へ、十二歳からの自立（扶桑社　2005年5月）
- Muse : the muse of art（LaPenta, Joseph・市田ひろみほか執筆　芸術書院：星雲社、2005年）
- 綺麗をつくるマナーとことばづかい（池田書店　2005年）
- 京都101の味みやげ：市田ひろみ選（ネコ・パブリッシング　2005年2月）
- 綺麗をつくるマナーとことばづかい （池田書店　2005年2月）
- 市田ひろみ京のきもの語り（草思社　2004年11月）
- 市田ひろみ恥をかかない和食の作法（家の光協会　2004年7月）
- 恥をかかない和食の作法（家の光協会　2004年）
- 気くばり上手、きほんの「き」：仕事も人間関係もうまくいく心のマナー（PHP研究所　2002年）
- 「よそさん」にも教えたい京都のお作法（日本放送出版協会　2002年）
- おつきあいのお金と気持ちのつかい方（主婦の友社　2002年）
- 市田ひろみのできる人はマナーを知っている（東京書籍　2002年）
- 衣装の工芸（求竜堂　2002年）
- 「ありがとう」と言える人、言えない人（講談社　2001年）
- 「世渡り上手」で生きなはれ（佼成出版社　2001年）
- 絆：この笑顔をささえたもの（同朋舎　2001年）
- 市田ひろみ気持ちが伝わるあいさつ・スピーチ（家の光協会　2000年）
- 知っておきたい和風のきほん（東京書籍　2000年）
- 市田ひろみ心を伝える手紙の書き方（家の光協会　2000年）
- きものを楽しむ：もっと気軽に美しく（淡交社　1999年）
- 市田ひろみの京都流節約生活術（家の光協会　1999年）
- 「遊び上手」で生きなはれ：人生をもっと楽しくする「男はん」とのつきあい方（講談社　1999年）
- 世界の衣装をたずねて（淡交社　1999年4月）
- ええ女の作法四十四の極意（ベストセラーズ　1998年）
- 恥をかかないおつきあい手帖（家の光協会　1998年）
- 市田ひろみの着つけと帯結び（主婦の友社　1998年）
- 京都発市田ひろみの縁起かつぎ（淡交社　1998年）
- 京の着つけと帯結び：伝統と新感覚の帯結び88種（講談社　1998年）
- ものは言いよう、考えよう（講談社　1997年）
- 市田ひろみの賢いマナーハンドブック（日東書院　1997年）
- きものの似合う女性になるために（淡交社　1996年）
- 八方美人で生きなはれ（講談社　1996年）
- かしこく生きる女学（海竜社　1996年）
- パルミラのコイン：旅に想い、旅をうたう。（清流出版　1995年）
- 京の底力：ま～るく収める一二〇〇年の知恵（ネスコ　1994年）
- しゃきっとしなはれ（扶桑社　1994年）
- 結婚百科：最新版 伝統のしきたりと新しい祝い方（塚本幸一共著　講談社　1990年）
- きもの美人のきめて：絵でわかる帯結び24（文化出版局　1987年）
- 京の着つけと帯結び：伝統の美しい着こなし（講談社　1986年）
- 写真でみる日本の女性風俗史：京都染織まつり記念図録（切畑健共著　京都書院　1985年）
- 着つけ上手のこつ：絵でわかる着つけと帯結び（文化出版局　1984年）
- 色のない花：詩書集（講談社　1983年）
- 世界の民族服をたずねて（じゅらく染織資料館　1981年）
- きものと帯：史実と装いかた（日本和装師会　1976年）
- 花嫁さん気をつけて：花嫁候補生に贈る愛の参考書（講談社　1973年）

### 監修・指導ほか
- 英訳付きニッポンの名前図鑑（市田ひろみ監修　淡交社　2017年）
- 茶席のきもの（市田ひろみ監修　淡交社　2016年）
- 京都私房散歩地圖 : 穿梭街頭巷尾, 古都風華再發現（市田ひろみ監修、緋華璃譯　台灣東販　2014年）
- 市田ひろみがすすめる大人の京都路歩き：大路・小路・路地で見つける物語（市田ひろみ監修　主婦の友社　2013年）
- 市田ひろみのゆかたレッスン：ひとりで着られる&結べる、お手入れ法や縫い方までのすべてがわかる!（市田ひろみ指導　主婦の友社　2011年）
- 市田ひろみのきものレッスン：着付け&帯結び、冠婚葬祭の装い方やお手入れまでがすべてわかる!（市田ひろみ指導　主婦の友社　2011年）
- 心に響く結婚スピーチ新郎新婦・両親・親族：スピーチ・謝辞・あいさつのすべて!（市田ひろみ監修　主婦の友社　2010年3月）
- 和服を楽しむ和の暮らし：きもの十二ヵ月（市田ひろみ監修　成美堂　2008年）
- 市田ひろみの日本人でよかった年中行事としきたり（市田ひろみ監修　東京書籍　2007年）
- 市田ひろみのやさしい着まわし術（市田ひろみ監修　辰巳出版　2006年11月）
- ニッポンの名前：和の暮らしモノ図鑑（服部幸應・市田ひろみ・山本成一郎監修　淡交社　2006年）
- 市田ひろみのはじめてさんの着物塾（市田ひろみ講師　日本放送出版協会〈NHK趣味悠々〉　2005年11月）
- 決定版!市田ひろみの着付けのすべて（市田ひろみ監修　日本放送出版協会〈別冊NHKおしゃれ工房〉　2004年11月）
- 京都101の味みやげ：市田ひろみ選（市田ひろみ監修　ネコ・パブリッシング　2004年）
- 両親・親族・新郎新婦の謝辞とあいさつ（市田ひろみ監修　主婦の友社　2003年）
- 世界民族衣裳展：市田ひろみコレクション：日本絹の里第10回企画展（群馬県立日本絹の里　2003年）
- 実践きものの着こなし：着付けからヘアー・メイクまで（市田ひろみ監修　淡交社　2002年）
- 京都暮らしの大百科：まつり・伝承・しきたり12カ月（梅原猛・森谷剋久・市田ひろみ監修　淡交社　2002年）
- 古裂をたのしむ（安岡路洋・市田ひろみ監修　講談社　2002年）
- お金を包む心を包む（市田ひろみ監修　リヨン社：二見書房　2001年）
- 市田ひろみのきものレッスン：着つけ、帯結びから、冠婚葬祭、手入れまで（市田ひろみ指導　主婦の友社　2000年）
- 市田ひろみのゆかたレッスン：ひとりで着られる、結べる、縫える：帯結び/着つけ/縫い方（市田ひろみ指導　主婦の友社　2000年）
- しぐさのマナー（市田ひろみ監修　岩崎書店　1999年）
- 両親・親族・新郎新婦の謝辞とあいさつ：行き届いた感謝の言葉：結婚披露宴・二次会・祝う会にすぐに役立つ実例114（市田ひろみ監修　主婦の友社　1999年）
- 市田ひろみの着つけと帯結び（市田ひろみ指導　主婦の友社　1998年）